# Mark Priestley
Mark Priestley (Perth, Australia Occidental; 9 de agosto de 1976-Sídney, Nueva Gales del Sur; 27 de agosto de 2008) fue un actor australiano, más conocido por interpretar a Dan Goldman en la serie All Saints.

## Biografía
Mark nació en Perth, en el estado de Australia Occidental, hijo de Richard y Judy Priestley, tiene un hermano, Tim, y una hermana, Joanna Norin. Se educó en el Aquinas College, Salter Point y Western Australia. Se graduó del National Institute of Dramatic Art NIDA en 1999 con una licenciatura en artes escénicas (actuación).
Fue muy buen amigo de la actriz Jolene Anderson y del actor Wil Traval con quienes compartió créditos en la serie All Saints. Wil y Mark eran conocidos por hacer un sinnúmero de bromas en el set.
Salió con la actriz Kate Mulvany, ambos se separaron antes de que Mark muriera.

### Muerte
En la tarde del 27 de agosto de 2008 Priestley se registró en el Swissotel en Market Street, Sídney, bajo el nombre de Damien Barker. Más tarde a las 2 de la tarde fue encontrado muerto en un toldo de la tienda Myer en Pitt Street, en la esquina del Market Street. Según la policía el actor de 32 años saltó desde el Swissotel y murió instantáneamente, se cree que el actor sufría de depresión.
Su funeral se celebró el jueves 4 de septiembre de 2008 en Perth, Australia, en la iglesia "Holy Family Catholic Church" en Como; donde asistieron más de 600 personas entre ellos, familiares, amigos y compañeros. Un día después su cuerpo fue incinerado.
Wil Traval, Paul Tassone y Celeste Barber fueron algunos de sus compañeros en All Saints que asistieron a la ceremonia. Wil fue uno de los que cargaron su ataúd.
Después de la muerte de Mark, su compañera y amiga la actriz Jolene Anderson dejó All Saints ya que le resultó muy difícil regresar a trabajar. Priestley interpretó a Dan Goldman, el esposo de Erica (papel interpretado por Jolene). Unos días más tarde de la muerte de Mark, Jolene tuvo accidente después de que un camión chocara con su coche.
El 2 de septiembre de 2008 se le dedicó el episodio  "Echoes" de la undécima temporada de la serie All Saints.
En abril de 2009 fue recompensado por su actuación en All Saints, con una nominación después de su muerte a los premios Logie en la categoría "Most Popular Male Actor on Television".

## Carrera
Mark apareció en teatro, cine y televisión; en teatro trabajó con el Bell Shakespeare Company y con The Sídney Theatre Company.
En 2000 apareció en las películas Marriage Acts, Warlords Battlecry y Better Than Sex. También apareció en un episodio de la serie Water Rats interpretando a Luke Harris.
Su primer gran éxito en televisión se dio en 2001 cuando apareció en la película The Farm, donde conoció a la directora Kate Woods, quien luego le dio un papel en la miniserie Changi. En 2002 se unió al elenco de la película Blurred.
En 2004 interpretó a Marcus Nelson un personaje semi-regular en la serie The Secret Life of Us, también apareció en la serie Blue Heelers y en la película Loot.
En julio de 2004 se unió al elenco de la exitosa serie australiana All Saints, donde interpretó al enfermero Dan Goldman hasta la muerte de Mark en 2008.

## Filmografía
Series de televisión
| Año         | Título                | Personaje            | Notas                        |
| ----------- | --------------------- | -------------------- | ---------------------------- |
| 2004 - 2008 | All Saints            | Dan Goldman          | 135 episodios                |
| 2004 - 2005 | The Secret Life of Us | Marcus Nelson        | 5 episodios                  |
| 2004        | Blue Heelers          | Brucey               | episodio "Reasonable Doubt"  |
| 2001        | Changi                | John "Curley" Foster | 6 episodios                  |
| 2000        | Water Rats            | Luke Harris          | episodio "Jump in the Mouth" |

Películas
| Año  | Título          | Personaje        | Notas                                                        |
| ---- | --------------- | ---------------- | ------------------------------------------------------------ |
| -    | Call Centre     | James            | Cortometraje - junto a Victoria Thaine y Damon Herriman      |
| 2004 | Loot            | McLachlan        | junto a Tara Morice y Barry Otto                             |
| 2002 | Blurred         | Calvin           | junto a Craig Horner y Damien Garvey                         |
| 2001 | The Farm        | Johnno McCormick | junto a Colin Friels y Marton Csokas                         |
| 2000 | Better Than Sex | Guy A            | junto a David Wenham, Catherine McClements y Tammy MacIntosh |
| 2000 | Marriage Acts   | Dan Hawkins      | junto a Colin Friels, Laurence Breuls y Sonia Todd           |

Videojuegos
| Año  | Juego              | Notas                           |
| ---- | ------------------ | ------------------------------- |
| 2000 | Warlords Battlecry | Prestó su voz para un personaje |

Apariciones
| Año        | Programa | Notas                                                             |
| ---------- | -------- | ----------------------------------------------------------------- |
| 2005, 2006 | Telethon | Episodios del 12 de noviembre de 2005 y del 21 de octubre de 2006 |

Teatro
| Año  | Obra                       | Personaje | Director (a)  | Teatro              | Notas                                                                                 |
| ---- | -------------------------- | --------- | ------------- | ------------------- | ------------------------------------------------------------------------------------- |
| 2007 | Plays: By Himself          | -         | Toby Schmitz  | Old Fitzroy Theatre | junto a Patrick Brammall, Leon Ford, Sam North, Ewen Leslie y Bill Young              |
| 2006 | Lord of the Flies          | -         | Iain Sinclair | Stables Theatre     | junto a Paul Ashton, Travis Cotton, Jamie Croft, Sam North y Henry Nixon              |
| 2005 | Top Shorts                 | -         | Tamara Cook   | Old Fitzroy Theatre | junto a Leon Ford, Gyton Grantley, Sam North, Ewen Leslie y Susan Prior               |
| 2005 | The Violet Hour            | -         | Kate Gaul     | Ensemble Theatre    | junto a Thomas Campbell, Genevieve Davis, Genevieve O'Reilly y Nicholas Papademetriou |
| 2003 | The Servant of Two Masters | Silvio    | John Bell     | -                   | junto a Darren Gilshenan y Tony Taylor                                                |
| 2003 | Major Barbara              | -         | Robyn Nevin   | Parade Theatre      | junto a Deborah Kennedy, Maggie Kirkpatrick y Toby Schmitz                            |
| 2002 | Progress                   | -         | -             | Old Fitzroy Theatre | junto a Nicholas Cassim, Leon Ford, Sophie Greg, Lenka Kripac y Justin Smith          |
| 2001 | The Graduate               | -         | Terry Johnson | Theatre Royal       | junto a Wendy Hughes, Andrew McFarlane, Brooke Satchwell y John Waters                |

## Premios y nominaciones
| Año  | Categoría                                          | Premio      | Serie      | Resultado |
| ---- | -------------------------------------------------- | ----------- | ---------- | --------- |
| 2009 | Most Popular Actor                                 | Logie Award | All Saints | Nominado  |
| 2007 | Best Guest or Supporting Actor in Television Drama | AFI Award   | All Saints | Nominado  |